# تامسه (الجزایر)
تامسه (انگلیسی: Tamsa) شهری در استان مسیله کشور الجزایر است.